# 1939 en musique classique
| \| • Retour à la chronologie générale de la musique classique • \| |
| Grèce • Rome • Haut Moyen Âge • VIIIe siècle • IXe siècle • Xe siècle • XIe siècle XIIe siècle • XIIIe siècle • XIVe siècle • XVe siècle • XVIe siècle • XVIIe siècle XVIIIe siècle • XIXe siècle • XXe siècle • XXIe siècle |
| • Retour à la chronologie générale de la musique classique • |

| Années en musique classique : 1936 - 1937 - 1938 - 1939 - 1940 - 1941 - 1942    |
| Décennies en musique classique : 1900 - 1910 - 1920 - 1930 - 1940 - 1950 - 1960 |

## Événements

### Créations
- 1er février : Quatre motets pour un temps de pénitence, pour chœur mixte a cappella, de Francis Poulenc, créés à Paris
- 2 février : La Fantaisie pastorale, de Darius Milhaud.
- 19 mars : Le Requiem, de Guy Ropartz, créé à Angers.
- 20 mars : La Chartreuse de Parme, opéra d’Henri Sauguet, créé à l’Opéra de Paris sous la direction de Philippe Gaubert.
- 23 mars : Le Concerto pour violon no 2, de Béla Bartók, créé à Amsterdam par  Zoltan Székely, avec l'Orchestre royal du Concertgebouw sous la direction de Willem Mengelberg.
- 24 mai : Thrène et Péan, symphonie no 3 de Matthijs Vermeulen, créée à Amsterdam par l'orchestre royal du Concertgebouw dirigé par Eduard van Beinum.
- 26 mai : La Symphonie no 1, d'Alan Hovhaness, créée à Londres par l'Orchestre symphonique de la BBC sous la direction de Leslie Heward.
- 17 juin : Les Variations symphoniques, de Witold Lutosławski, créées par l'orchestre radio symphonique polonais sous la direction de Grzegorz Fitelberg.
- 21 juin : Le Concerto pour orgue, cordes et timbales de Francis Poulenc, créé à la Salle Gaveau par Maurice Duruflé et l'Orchestre symphonique de Paris dirigés par Roger Désormière.
- 5 novembre : La Symphonie no 6 en si mineur, de Dmitri Chostakovitch, créée par l'orchestre philharmonique de Leningrad sous la direction de Ievgueni Mravinski.
- 9 novembre : Le Concerto d'Aranjuez, de Joaquín Rodrigo, créé à Barcelone.

### Autres
- 30 et 31 décembre : concerts du nouvel an 1940 de l'orchestre philharmonique de Vienne au Musikverein, dirigés par Clement Kraus
- Hammond crée le Novachord, considéré comme le premier synthétiseur polyphonique au monde.

## Prix
- Arturo Benedetti Michelangeli obtient le 1er prix de piano du Concours international d'exécution musicale de Genève.
- Maria Stader obtient le 1er prix de chant du Concours international d'exécution musicale de Genève.

## Naissances

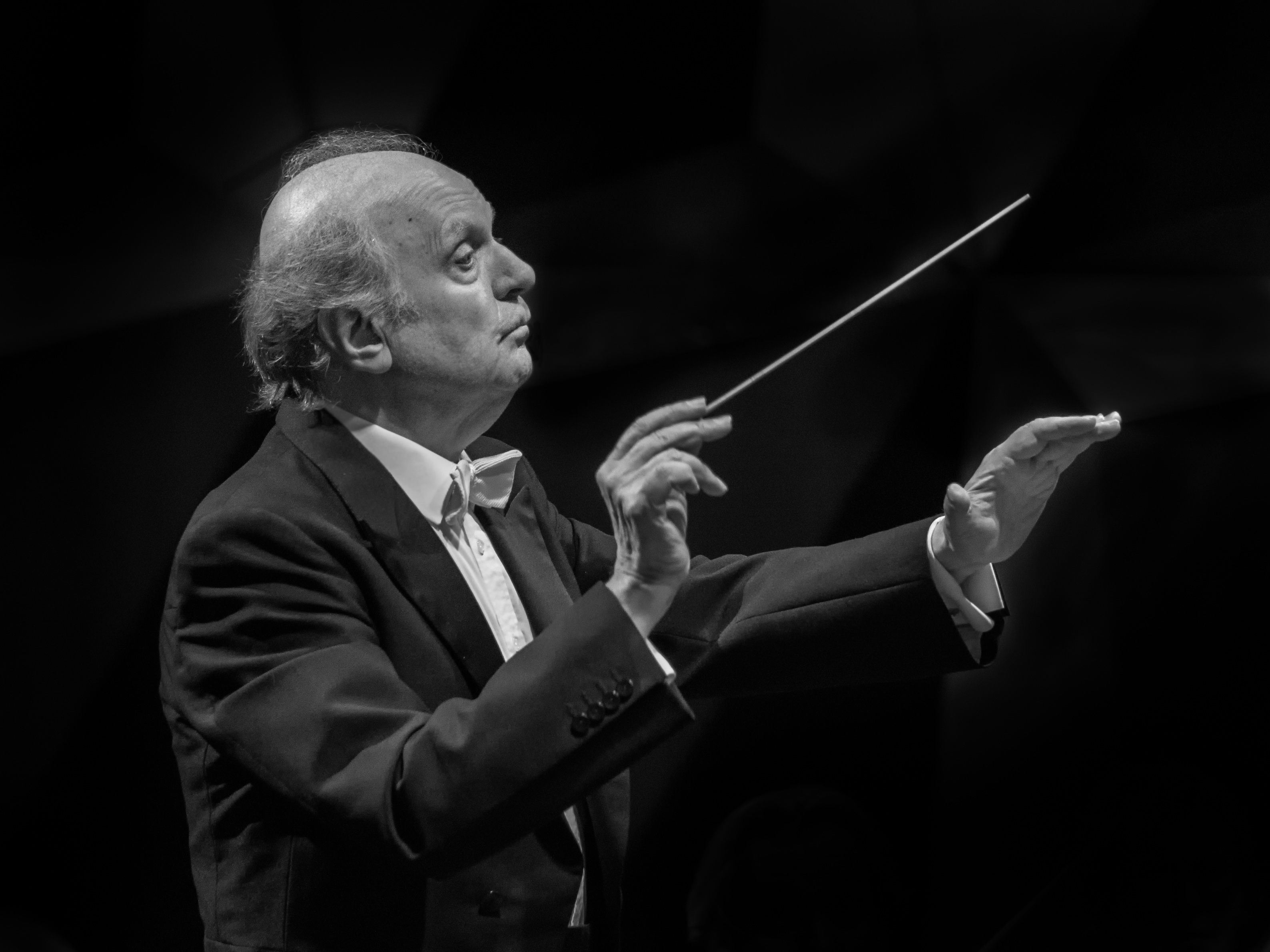
Marek Janowski

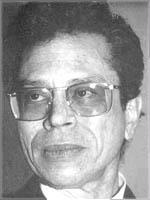
Leo Brouwer

Irina Bogatcheva

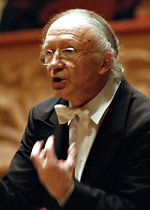
Heinz Holliger

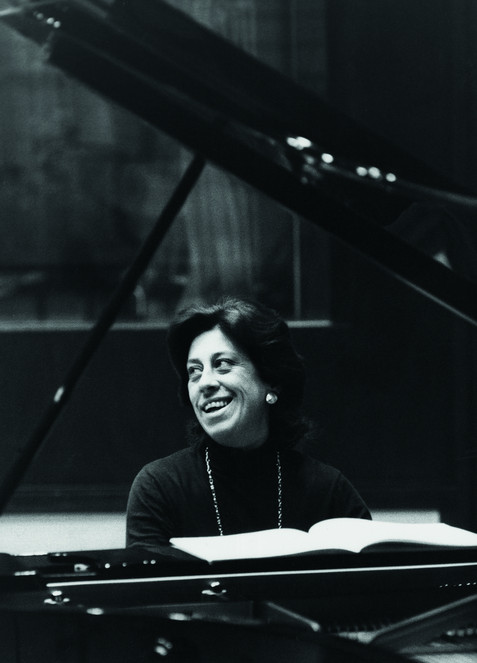
Dinorah Varsi

- 2 janvier : Franz Hummel, compositeur et pianiste allemand († 20 août 2022).
- 8 janvier : Marie-Noël Colette, musicologue française.
- 21 janvier : Gian Paolo Chiti, compositeur et pianiste italien.
- 27 janvier : Tigran Mansourian, compositeur arménien.
- 3 février : Helga Dernesch, soprano dramatique autrichienne.
- 18 février :
  - Angeles Gulin, cantatrice espagnole († 10 octobre 2002).
  - Marek Janowski, chef d'orchestre allemand d'origine polonaise.
- 1er mars : Leo Brouwer, compositeur, guitariste et chef d'orchestre cubain.
- 2 mars :
  - Irina Bogatcheva, mezzo-soprano et professeure de chant russe († 19 septembre 2019).
  - Marcelle Deschênes, compositrice de musique électroacoustique.
- 7 mars : Donald McInnes, altiste américain († octobre 2024).
- 8 mars : Robert Tear, ténor britannique († 29 mars 2011).
- 9 mars :
  - Rohan de Saram, violoncelliste britannique († 29 septembre 2024).
  - Benjamin Zander, chef d'orchestre britannique.
  - Elena Zaniboni, harpiste italienne.
- 14 mars : Stávros Xarchákos, compositeur, chef d'orchestre et homme politique grec.
- 15 mars : Jost Meier, compositeur et chef d'orchestre suisse († 5 décembre 2022).
- 17 mars : Klaus Ofczarek, ténor autrichien († 6 décembre 2020).
- 18 mars : Jean-Pierre Wallez, violoniste et chef d'orchestre français naturalisé suisse.
- 20 mars : 
  - Klaus Hofmann, musicologue allemand.
  - Ralph Votapek, pianiste américain.
- 23 mars : Boris Tichtchenko, compositeur et pianiste russe († 9 décembre 2010).
- 1er avril : Fausto Tenzi, ténor suisse.
- 6 avril : Roger Nichols, musicologue britannique.
- 12 avril : Sylvio Gualda, percussionniste classique français, à la fois soliste, concertiste et professeur.
- 14 avril : Theodor Guschlbauer, chef d'orchestre autrichien.
- 21 avril : John McCabe, compositeur et pianiste britannique († 13 février 2015).
- 22 avril : Jaroslav Krček, producteur de radio, inventeur d'instruments de musique, chef d'orchestre et compositeur tchèque.
- 24 avril : Christophe Jeżewski, poète, musicographe, essayiste et traducteur.
- 30 avril : Michelle Leclerc, organiste française († 12 septembre 2006).
- 9 mai : Giorgio Zancanaro, baryton italien.
- 13 mai : Kari Løvaas, soprano norvégienne († 30 avril 2025).
- 19 mai : Georges Guillard, organiste français.
- 20 mai : Nikolaus Lehnhoff, metteur en scène d'opéra allemand († 22 août 2015).
- 21 mai : Heinz Holliger, compositeur, hautboïste et chef d'orchestre suisse.
- 26 mai : Michel Merlet, compositeur et pédagogue français.
- 6 juin :
  - Louis Andriessen, compositeur néerlandais († 1er juillet 2021).
  - Giacomo Aragall, ténor espagnol.
- 7 juin :
  - Eri Klas, chef d'orchestre soviétique et estonien († 26 février 2016).
  - Yuli Turovsky, violoncelliste et chef d'orchestre russe († 15 janvier 2013).
- 9 juin : Ileana Cotrubaș, soprano roumaine.
- 22 juin : Ulysse Waterlot, violoniste, compositeur et chef d'orchestre belge.
- 28 juin : Neal Zaslaw, musicologue américain, spécialiste de Mozart.
- 3 juillet : Brigitte Fassbaender, mezzo-soprano allemande.
- 4 juillet : Jean-Pierre Leguay, organiste, compositeur et improvisateur français.
- 7 juillet : Elena Obraztsova, mezzo-soprano russe († 12 janvier 2015).
- 14 juillet : Eduard Brunner, clarinettiste classique suisse († 27 avril 2017).
- 27 juillet : Robert Janssens, compositeur et chef d'orchestre belge.
- 31 juillet : Steuart Bedford, chef d'orchestre et pianiste anglais († 15 février 2021).
- 5 août : Ievgueni Trembovelski, musicologue russe spécialiste de Moussorgski.
- 6 août : Paul Trépanier, ténor québécois.
- 13 août : Hélène Garetti, soprano française.
- 16 août : Janis Martin, soprano américaine († 13 décembre 2014).
- 17 août : Valeri Gavriline, compositeur russe et soviétique († 29 janvier 1999).
- 26 août : Gwendolyn Killebrew, chanteuse américaine d'opéra († 24 décembre 2021).
- 28 août : Robert Aitken, flûtiste, compositeur et chef d'orchestre canadien.
- 1er septembre : Roger Soyer, basse française.
- 4 septembre : Irwin Gage, pianiste américain († 12 avril 2018).
- 10 septembre :
  - Elisabeth Chojnacka, claveciniste polonaise résidant en France († 28 mai 2017).
  - Judith Nelson, soprano américaine († 28 mai 2012).
  - Hans Sotin, basse allemande.
- 12 septembre : Phillip Ramey, compositeur, pianiste et musicologue américain.
- 13 septembre : Arleen Auger, cantatrice soprano colorature américaine († 10 juin 1993).
- 14 septembre : Milan Turković, bassoniste autrichien d'origine croate.
- 20 septembre : Thérèse Dussaut, pianiste française.
- 12 octobre : Danielle Laval, pianiste française.
- 17 octobre : Reiner Goldberg, Heldentenor allemand († 7 octobre 2023).
- 6 novembre : Maurice Bourgue, hautboïste, chambriste, compositeur, et chef d'orchestre français († 6 octobre 2023).
- 12 novembre : Lucia Popp, cantatrice (soprano) autrichienne († 16 novembre 1993).
- 15 novembre : Dinorah Varsi, pianiste uruguayenne  († 17 juin 2013)
- 30 novembre : Walter Weller, chef d'orchestre autrichien († 14 juin 2015).
- 5 décembre : Frédéric van Rossum, compositeur et pianiste belge († 24 février 2025).
- 6 décembre : Tomáš Svoboda, compositeur, chef d'orchestre et pédagogue américain d'origine tchèque († 17 novembre 2022).
- 8 décembre : James Galway, flûtiste.
- 10 décembre : Louis Robilliard, organiste français.
- 16 décembre : Philip Langridge, ténor britannique († 5 mars 2010).
- 21 décembre : Giuliano Bernardi, chanteur d’opéra italien († 4 juin 1977).
- 24 décembre : 
  - Dominique Jameux, musicologue, producteur de radio et de télévision et écrivain français († 3 juillet 2015).
  - Arnold Östman, chef d'orchestre suédois († 15 août 2023).
- 30 décembre : Odile Bailleux, organiste et claveciniste française († 19 novembre 2024).

### Date indéterminée
- Alain Bonnard, compositeur et musicologue français († 5 novembre 2011).
- Vincent Gemignani, percussionniste et compositeur.
- Jean-Paul Holstein, compositeur français.
- Jean-Claude Jorand, trompettiste classique français.
- Fernand Lelong, tubiste français († 2 novembre 2002).
- Marc Rombaut, romancier belge, également journaliste de radio, critique d'opéra, poète, enseignant et essayiste.

## Décès

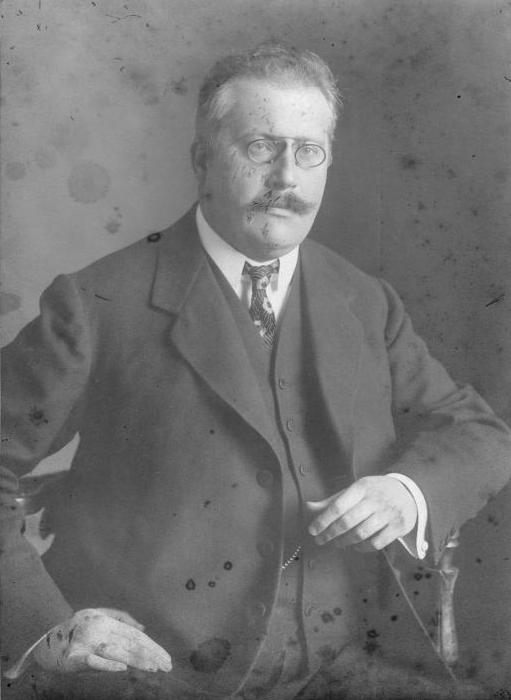
Julius Bittner

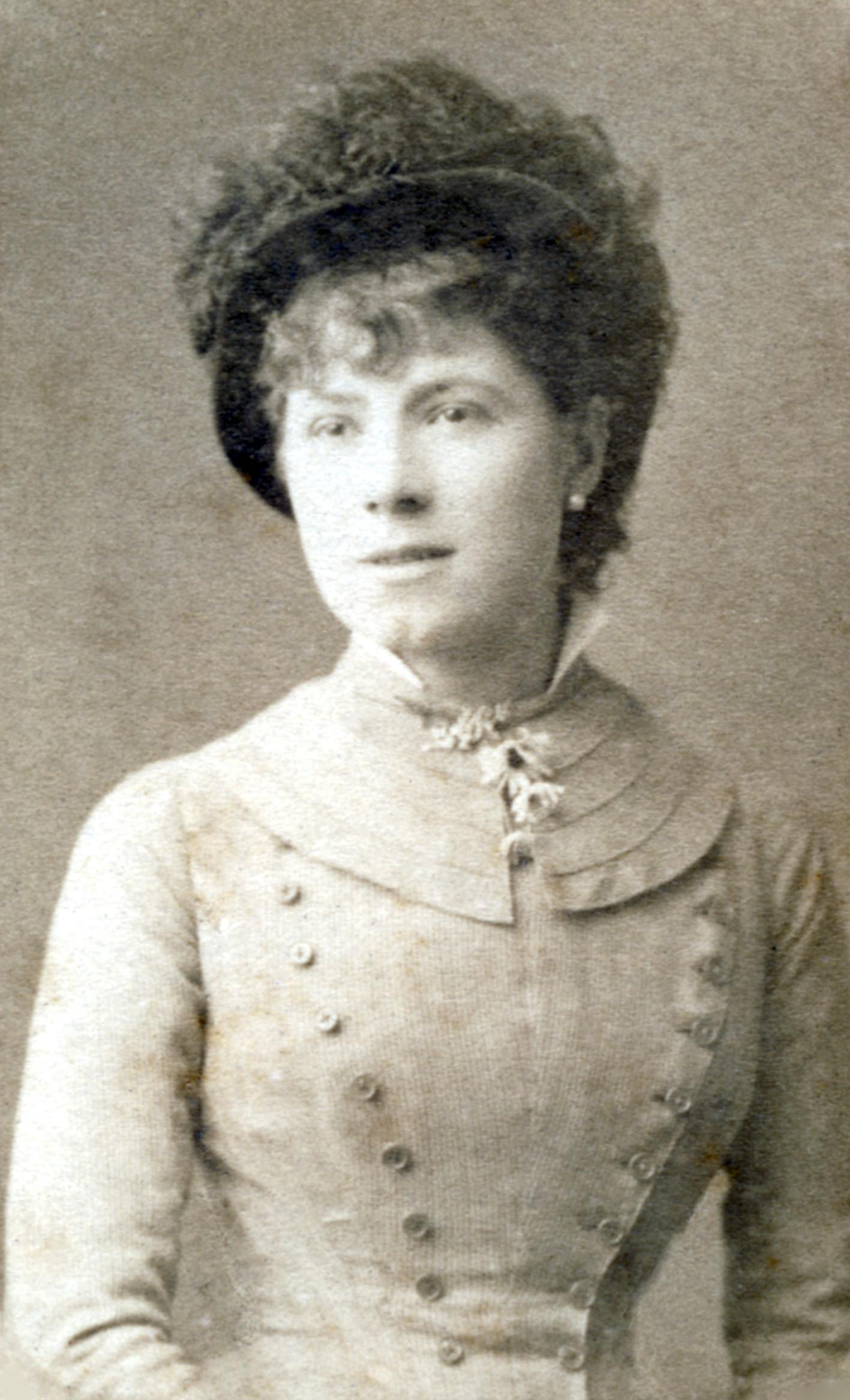
Jeanne Granier

- 9 janvier : Julius Bittner, compositeur autrichien (° 9 avril 1874).
- 10 janvier : Haricléa Darclée, cantatrice soprano roumaine (° 10 juin 1860).
- 24 janvier : Manuel Penella, compositeur espagnol (° 31 juillet 1880).
- 11 février : Franz Schmidt, violoncelliste, compositeur et pédagogue autrichien (° 22 décembre 1874).
- 17 février : Willy Hess, violoniste allemand (° 14 juillet 1859).
- 28 février : Édouard Vuillermoz, corniste et professeur de musique français (° 13 février 1869).
- 6 mars : Stanislao Gastaldon, compositeur italien (° 8 avril 1861).
- 21 mars : Evald Aav, compositeur estonien (° 22 février 1900).
- 8 avril : Emilio Serrano y Ruiz, pianiste et compositeur espagnol (° 13 mars 1850).
- 17 avril : Ludwig Herzer, médecin et librettiste autrichien (° 18 mars 1872).
- 25 avril : John Foulds, compositeur britannique (° 2 novembre 1880).
- 15 mai : Percy Sherwood, compositeur et pianiste germano-britannique (° 23 mai 1866).
- 2 juin : Enrique Fernández Arbós, violoniste, chef d'orchestre et compositeur espagnol (° 24 décembre 1863).
- 4 juin : Carl Cohn Haste, pianiste, organiste, compositeur et professeur de musique danois (° 7 décembre 1874).
- 18 juin : Alfred Marchot, violoniste, pianiste et professeur de musique belge (° 31 janvier 1861).
- 17 juillet : Pierre Vellones, compositeur français (° 29 mars 1889).
- 18 juillet : Witold Maliszewski, compositeur et chef d'orchestre polonais (° 20 juillet 1873).
- 3 août : August Enna, compositeur danois (° 13 mai 1859).
- 4 août : Raymond Bonheur, compositeur français (° 30 mars 1861).
- 19 août : Achille Fortier, compositeur et professeur québécois (° 23 octobre 1864).
- 25 août : Geneviève Vix, soprano française (° 31 décembre 1879).
- 19 septembre : Cornelis Dopper, compositeur et chef d'orchestre néerlandais (° 7 février 1870).
- 16 octobre : Ludolf Nielsen, compositeur, violoniste, chef d'orchestre et pédagogue danois (° 29 janvier 1876).
- 19 octobre : Marie Renard, mezzo-soprano autrichienne (° 8 janvier 1864).
- 3 novembre : Odette Dulac, artiste lyrique, chanteuse et femme de lettres française (° 14 juillet 1865).
- 4 novembre : Charles Tournemire, organiste et compositeur français (° 22 janvier 1870).
- 1er novembre : Charles Weinberger, compositeur autrichien (° 3 avril 1861).
- 11 novembre : Olena Muravyova, chanteuse d'opéra ukrainienne (° 22 mai 1867).
- 20 novembre : Désiré Pâque, compositeur, pianiste, organiste, chef d'orchestre, pédagogue et théoricien belge (° 21 mai 1867).
- 23 novembre : Artur Bodanzky, chef d'orchestre autrichien (° 16 décembre 1877).
- 1er décembre : Max Fiedler, chef d'orchestre et compositeur allemand (° 31 décembre 1859).
- 18 décembre : Jeanne Granier, chanteuse et comédienne (° 31 mars 1853).